# Mediocre (álbum)
Mediocre es el álbum de debut de la cantautora y actriz mexicana Ximena Sariñana.
Obtuvo certificación de platino por más de 100,000 copias vendidas sólo en su país. Sariñana fue nominada a dos premios en los Grammy Latinos 2008 en las categorías 'Mejor Nuevo Artista' y 'Mejor Canción Alternativa' por la canción "Normal".
Se lanzaron, también, una edición especia en formato doble CD + DVD y otra más en pulsera USB, con videos promocionales, pistas inéditas y remixes, fotografías e imágenes exclusivas y buddy icons.
El 4 de diciembre de 2008 este álbum recibió una nominación al Premio Grammy Americano, Mejor Interpretación de Rock Latino/Alternativo.

## Historia
Después de que Ximena Sariñana participara tanto en la actuación como en los soundtracks de las películas Amarte Duele y Niñas Mal decidió hacer una agrupación llamada Feliz No Cumpleaños, la cual no tuvo el éxito esperado, pero fue con la que logró grabar el EP La Familia Feliz. Después de la desintegración de dicha agrupación, Ximena decide hacer su álbum debut como solista en 2008, producido con la ayuda de Juan Campodónico y Tweety González, al que ella tituló "Mediocre". Este álbum salió a la venta el día martes 19 de febrero y ocupó varias semanas la primera posición de ventas en México. La crítica aclamó su fusión de jazz independiente y la misma lo consideró uno de los mejores álbumes de ese año. Después de vender más de 80.000 copias le es entregado el certificado de platino de manos de Miguel Bosé, quien declaró ser fan de la cantante.
Hasta la fecha Mediocre lleva vendidas más de 100.000 copias.

## Lista de canciones
| N.º | Título                  | Escritor(es)                                                                | Duración |  |
| 1.  | «Mediocre»              | Ximena Sariñana                                                             | 4:16     |  |
| 2.  | «Vidas Paralelas»       | Sariñana, Baltazar Hinojosa                                                 | 3:57     |  |
| 3.  | «Normal»                | Sariñana                                                                    | 3:40     |  |
| 4.  | «La Tina»               | Sariñana, Joaquín del Paso                                                  | 3:56     |  |
| 5.  | «Reforma»               | Sariñana, Hinojosa                                                          | 3:25     |  |
| 6.  | «No Vuelvo Más»         | Sariñana, Leo Minax                                                         | 4:13     |  |
| 7.  | «Cambio de Piel»        | Sariñana, Hinojosa                                                          | 3:53     |  |
| 8.  | «Sintiendo Rara»        | Erik Coates                                                                 | 3:53     |  |
| 9.  | «Un Error»              | Sariñana, Hinojosa                                                          | 4:32     |  |
| 10. | «Gris»                  | Juan Berta, Santiago Carámbula, Nicolás Kolender, Federico Lima, José López | 3:07     |  |
| 11. | «Pocas Palabras (Juan)» | Sariñana, Hinojosa                                                          | 6:15     |  |
| 12. | «Monitor»               | Bruno Bressa, Gerardo Galván, Chalo Galván                                  | 4:23     |  |

| Mediocre (Edición Especial) |                                         |                    |          |  |
| N.º                         | Título                                  | Escritor(es)       | Duración |  |
| 13.                         | «Pajaritos»                             | Sariñana, Hinojosa | 3:04     |  |
| 14.                         | «No Vuelvo Más» (Bo Tracks Mix)         | Sariñana, Minax    | 4:37     |  |
| 15.                         | «La Tina» (By Metronomy)                | Sariñana, Del Paso | 3:54     |  |
| 16.                         | «La Tina» (Bo Tracks Mix)               | Sariñana, Del Paso | 3:48     |  |
| 17.                         | «Reforma» (De Gala, en Ion y en Grande) | Sariñana, Hinojosa | 3:33     |  |
| 18.                         | «Mediocre» (Versión Original)           | Sariñana           | 3:38     |  |

## Ventas y certificaciones
| Territorio | Organismo certificador | Certificación | Ventas certificadas | Ref.  |
| ---------- | ---------------------- | ------------- | ------------------- | ----- |
| México     | AMPROFON               | Platino       | 100 000             | [ 7 ] |

## Posicionamiento en listas
| Lista (2008)               | Mejor posición |
| -------------------------- | -------------- |
| Top 100 México             | 2              |
| Billboard Top Latin Albums | 38             |
| Billboard Latin Pop Albums | 10             |

## Premios y nominaciones
| Año  | Trabajo  | Premio                    | Categoría                           | Resultado |
| ---- | -------- | ------------------------- | ----------------------------------- | --------- |
| 2008 | Mediocre | Grammy Latino             | Mejor nuevo artista                 | Nominada  |
| 2008 | Normal   | Grammy Latino             | Mejor canción alternativa           | Nominada  |
| 2008 | Mediocre | Grammy Latino             | Productor del año                   | Nominada  |
| 2008 | Mediocre | Premios MTV Latinoamérica | Artista revelación                  | Ganadora  |
| 2008 | Mediocre | Premios MTV Latinoamérica | Mejor solista                       | Nominada  |
| 2008 | Mediocre | Premios MTV Latinoamérica | Mejor artista pop                   | Nominada  |
| 2008 | Mediocre | Premios MTV Latinoamérica | Mejor artista norte                 | Nominada  |
| 2008 | Mediocre | Lunas del Auditorio       | Artista revelación                  | Ganadora  |
| 2008 | Mediocre | LOS40 Music Awards        | Mejor artista mexicano              | Nominada  |
| 2009 | Mediocre | Premios MTV Latinoamérica | Artista del Año                     | Nominada  |
| 2009 | Mediocre | Premios MTV Latinoamérica | Mejor solista                       | Nominada  |
| 2009 | Mediocre | Premios MTV Latinoamérica | Mejor artista norte                 | Nominada  |
| 2009 | Mediocre | Premio Grammy             | Mejor álbum rock latino/alternativo | Nominada  |
| 2009 | Mediocre | LOS40 Music Awards        | Mejor artista mexicano              | Nominada  |